# 菲律賓巨草竹
菲律賓巨草竹（学名：Gigantochloa aspera）为禾本科巨竹屬下的一个种。